# Horská republika
Horská republika Severního Kavkazu (nebo jen Horská republika či Republika horalů) je název federativní republiky, která existovala v severním Kavkazu v letech 1917 až 1921. Republika se rozkládala na většině území bývalých ruských oblastí Těrecké a Dagestánské, tedy dnešního Čečenska, Ingušska, Severní Osetie-Alanie, Kabardska-Balkarska, Dagestánu a části Stavropolského kraje. Hlavním městem Horské republiky byl nejprve Vladikavkaz, poté Nazraň a nakonec Temir-Chan-Šura.

## Vznik
Krátce po Únorové revoluci byl v březnu 1917 vytvořen „Svaz národů Severního Kavkazu“, který zvolil předsednictvo svého výkonného výboru. Předsedou výkonného výboru se stal čečenský nacionalista a antikomunista Tapa Čermojev, který byl zároveň vůdcem národně-osvobozeneckého hnutí severokavkazských národů. 5. srpna 1917 byla přijata Ústava „Nizam“, kterou sepsal ímám Šámil už roku 1847, a Horská republika tak začala existovat. Oficiálně vyhlášena byla až 11. května 1918, když se dala dohromady vláda.
O vznik tohoto státu se nejvíce zasloužil již zmíněný Tapa Čermojev, který se stal premiérem této země, dále Sajjíd Šámil, vnuk ímáma Šámila, šajch Ali-Chadži Akuša, Hajdar Bamat a další. Nezávislost Horské republiky uznalo Turecko, Německo, Gruzie, Arménie, Ázerbájdžán a Kubáň.

## Zánik
Horská republika byla během občanské války v Rusku několikrát napadena bělogvardějci generála Děnikina, který její nezávislost neuznával a stále její území považoval za součást Ruska. Boje s bílými skončily v lednu 1920, když byl Děnikin poražen jednotkami 11. Rudé armády. Obyvatelé Kavkazu zpočátku vítali rudoarmějce jako mírotvorce, ale ti taktéž neuznali jejich nezávislost. V červnu 1920 byla Horská republika okupována Rudou armádou a připojena k sovětskému Rusku. Představitelé této země pak byli nuceni emigrovat (S. Šámil pak v roce 1924 v Německu spoluzakládal a vedl „Výbor pro nezávislost Kavkazu“). V lednu 1921 byla bolševiky zřízena Horská autonomní sovětská socialistická republika jako součást RSFSR.